# Nikolaus Göldlin von Tiefenau
Nikolaus Göldlin von Tiefenau SOCist (* 12. Januar 1625 in Luzern; † 15. Februar 1686 in Wettingen) war ein Schweizer Zisterziensermönch und -abt.
Nikolaus Göldlin entstammt der katholischen Patrizierfamilie Göldlin von Tiefenau. Sein Vater Johann Renward war Offizier in französischen Diensten, seine Mutter war Maria Margaretha Pfyffer von Altishofen. Nach dem Besuch des Jesuitenkollegs in Luzern wurde Nikolaus Göldlin 1649 zum Priester geweiht, anschließend studierte er drei Jahre Rechtswissenschaften in Freiburg im Breisgau. Danach wurde er Pfarrer in Dietikon bei Zürich.
Im Jahr 1664 wurde er zum 33. Abt des Klosters Tennenbach im Schwarzwald gewählt. Er führte das Kloster als Nikolaus II. bis 1679. Ab 1676 war er außerdem Abt des Klosters Wettingen im Aargau. Dort begann er mit der Klärung der Rechts- und Besitzverhältnisse des Klosters. Im darauffolgenden Jahr wurde er Generalvikar der Oberdeutschen Zisterzienserkongregation.